# Шушики
Шушики́ (арм. Շուշիկի) или Шушики́ трынги́ (арм. Շուշիկի տրնգի)  — армянский женский сольный или парный танец из Вагаршапата. Мелодия танца была записана и обработана для фортепиано Комитасом. Иногда исполняется со словами шуточной песни «Майрикин язма берин» (арм. Մայրիկին յազմա բերին).

## Характеристика
Танец исполняли «плавно, лаская», «очень нежно, изящно», «удаляясь», «игриво и нежно» (Giocoso e con teneramente), «радостно и грациозно» (Gioioso con grazia), в стиле тара и дафа - музыкальных инструментов, используемых также армянскими сазандарами. Музыкальный размер составляет 6/8.